# 苏州模式

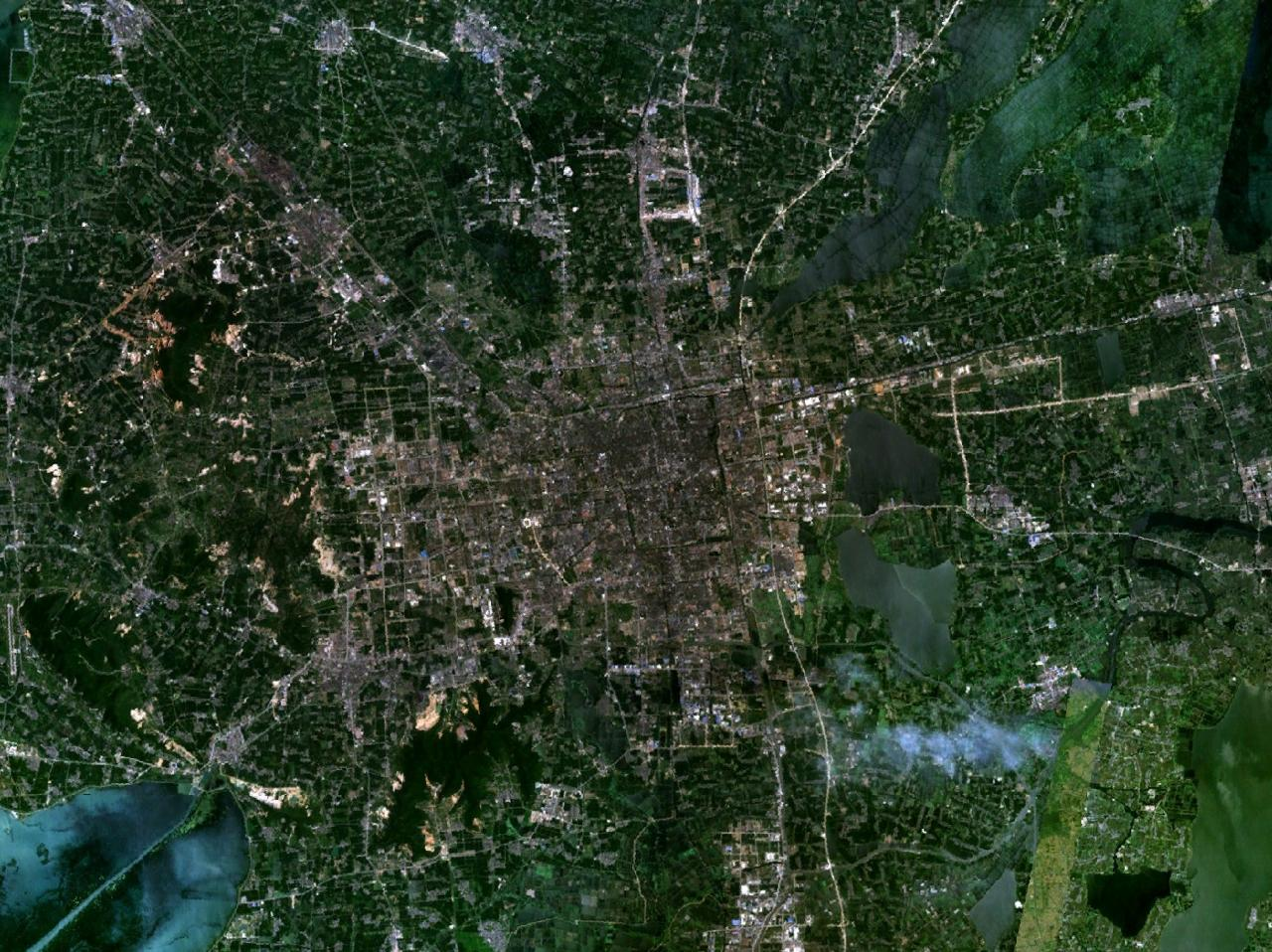
蘇州城空拍（2005年）

苏州模式是指20世纪90年代形成于中国江苏省苏州市的一种经济发展模式，其前身为苏南模式。区别于苏南模式，苏州模式具有明显的外向型经济特点，撤离了乡镇政府对乡镇企业的支配权，转而积极吸引外资，发展出口加工业。中国东北部分地区的经济发展一定程度上受到苏州模式的影响。

## 发展方式
苏州模式又被称作“外资经济”，通过招商引资，使得苏州经济、社会迅猛发展。苏州模式与温州模式的民营式经济刚好相反，苏州模式主张以政府吸引外来资本在本区投资建厂，依靠廉价劳动力和较为丰富的土地资源，使得经济快速发展。
政府在经济发展的过程之中，过于依赖外来资本。这可能会影响经济的持续健康发展。

## 缺点

### 不稳定性
苏州模式可能会导致过度依赖外资的外生型经济，这样的经济结构具有很大的不确定性和不稳定性。同时，在招商引资的过程中，可能会过度压低土地成本，导致土地的严重消耗。

### 人民生活被质疑未得到明显改善
苏州模式体制下有大量的外企工厂，这些工厂需要输入大量的廉价劳动力。重庆市市长黄奇帆2004年时认为：
苏州人均GDP超过5000美元，但城市居民人均收入才1万多元人民币；而同等的人均GDP规模，上海人均收入2万多元人民币；即使在人均GDP只有1000美元的重庆，城市人均收入也达到了8000元人民币。这是典型的‘只长骨头不长肉’。
然而事实上，当年苏州人均可支配收入为14451元，上海为16683元，重庆为9221元。黄奇帆此举显然是错误地将苏州的人均可支配收入与上海的人均工资相比较，而重庆市当时与这两个城市产业结构差别巨大，并不具有可比性。而到了2014年，苏州与上海的差距有所缩小，而重庆与两市的差距却越来越大。
苏州市的财政收入位居全国第六位，甚至超过了广州市。城镇居民可支配收入位列华东第二位，全国第四位；农村居民纯收入位居全国第二位。可见苏州居民的收入水平位次明显要高于财政收入的位次。

### 民营企业受到阻碍
尽管苏州在近代出现了大量民营经济，但随着苏州模式的不断发展，民营资本逐渐弱于外来资本。由于对内资和外资实行不同的政策，进一步抑制了民营经济的发展。

## 现状
近年来，苏州市积极实行经济转型，开始鼓励个体私营经济，大力加强自主创新。尽管苏州经济发展速度略有减慢，但经济实力仍保持在中国大陆前几位，年增长速度维持在10%以上。